# Spencer Horatio Walpole

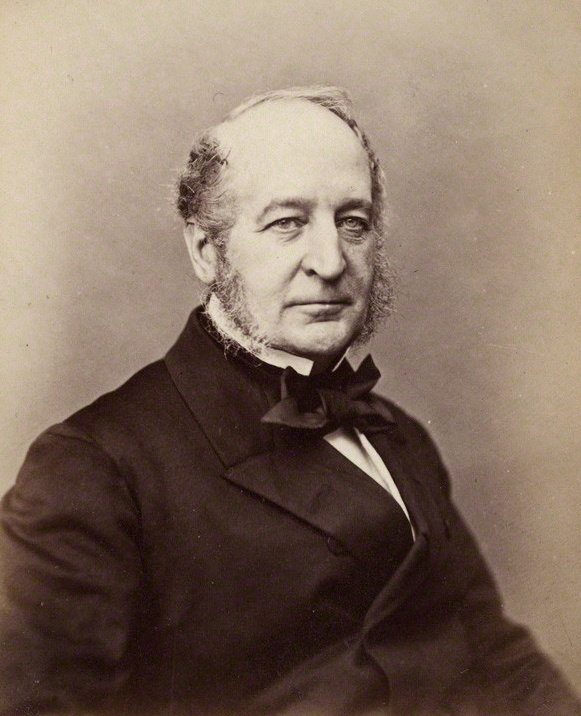
Spencer Horatio Walpole

Spencer Horatio Walpole PC QC (* 11. September 1806; † 22. Mai 1898) war ein britischer Rechtsanwalt und Politiker der Conservative Party, der von 1846 bis 1882 Mitglied des House of Commons sowie 1852, 1858 bis 1859 und zwischen 1866 und 1867 Innenminister war.

## Leben
Walpole war das dritte Kind des Diplomaten Robert Walpole und dessen Ehefrau Margaret Perceval. Ein jüngerer Bruder war Robert Walpole, der als Generalleutnant bei der British Indian Army diente. Sein Großvater Thomas Walpole war zwischen 1754 und 1780 ebenfalls Mitglied des Unterhauses und ein Sohn von Horatio Walpole, 1. Baron Walpole of Wolterton. Seine Mutter war eine Tochter von John Perceval, 2. Earl of Egmont.
Er selbst absolvierte nach dem Besuch des renommierten Eton College ein Studium der Rechtswissenschaften am Trinity College der University of Cambridge und nahm nach dessen Abschluss und seiner anwaltlichen Zulassung bei der Rechtsanwaltskammer (Inns of Court) von Lincoln’s Inn 1831 eine Tätigkeit als Rechtsanwalt auf. Für seine anwaltlichen Verdienste wurde er 1846 zum Kronanwalt (Queen’s Counsel) ernannt.
Am 30. Januar 1846 wurde Walpole erstmals zum Mitglied des House of Commons gewählt und vertrat dort zunächst bis zum 11. Februar 1856 den Wahlkreis Midhurst sowie im Anschluss zwischen dem 11. Februar 1856 und 1882 den Wahlkreis Cambridge University.
Er wurde am 27. Februar 1852 von Premierminister Edward Smith-Stanley, 14. Earl of Derby in dessen erste Regierung berufen und bekleidete in dieser bis zum 19. Dezember 1852 erstmals das Amt des Innenministers (Home Secretary). Zugleich wurde er 1852 Mitglied des Privy Council.
Das Amt des Innenministers bekleidete er auch in der zweiten Regierung des Earl of Derby vom 26. Februar 1858 bis zu seiner Ablösung durch Thomas Sotheron-Estcourt am 3. März 1859.
In der dritten Regierung des Earl of Derby übernahm er vom 6. Juli 1866 bis zum 17. Mai 1867 abermals die Funktion des Innenministers.
Aus seiner am 6. Oktober 1835 geschlossenen Ehe mit Isabella Perceval, eine Tochter des 1812 bei einem Attentat ums Leben gekommenen Premierministers Spencer Perceval, gingen eine Tochter und zwei Söhne hervor. Der ältere Sohn Spencer Walpole war ein bekannter Historiker und zwischen 1882 und 1893 Vizegouverneur der Isle of Man.